# Split Waterman
Split Waterman, właśc. Squire Francis Waterman (ur. 27 czerwca 1923 w New Malden, zm. 8 października 2019 w Maladze) – brytyjski żużlowiec.

## Życiorys
Pięciokrotny uczestnik turnieju finałowego indywidualnych mistrzostw świata, 1950 (7. miejsce), 1951 (2. miejsce – srebrny medal), 1952 (12. miejsce), 1953 (2. miejsce – srebrny medal) oraz 1954 (5. miejsce).